# Anthonie Palamedesz.

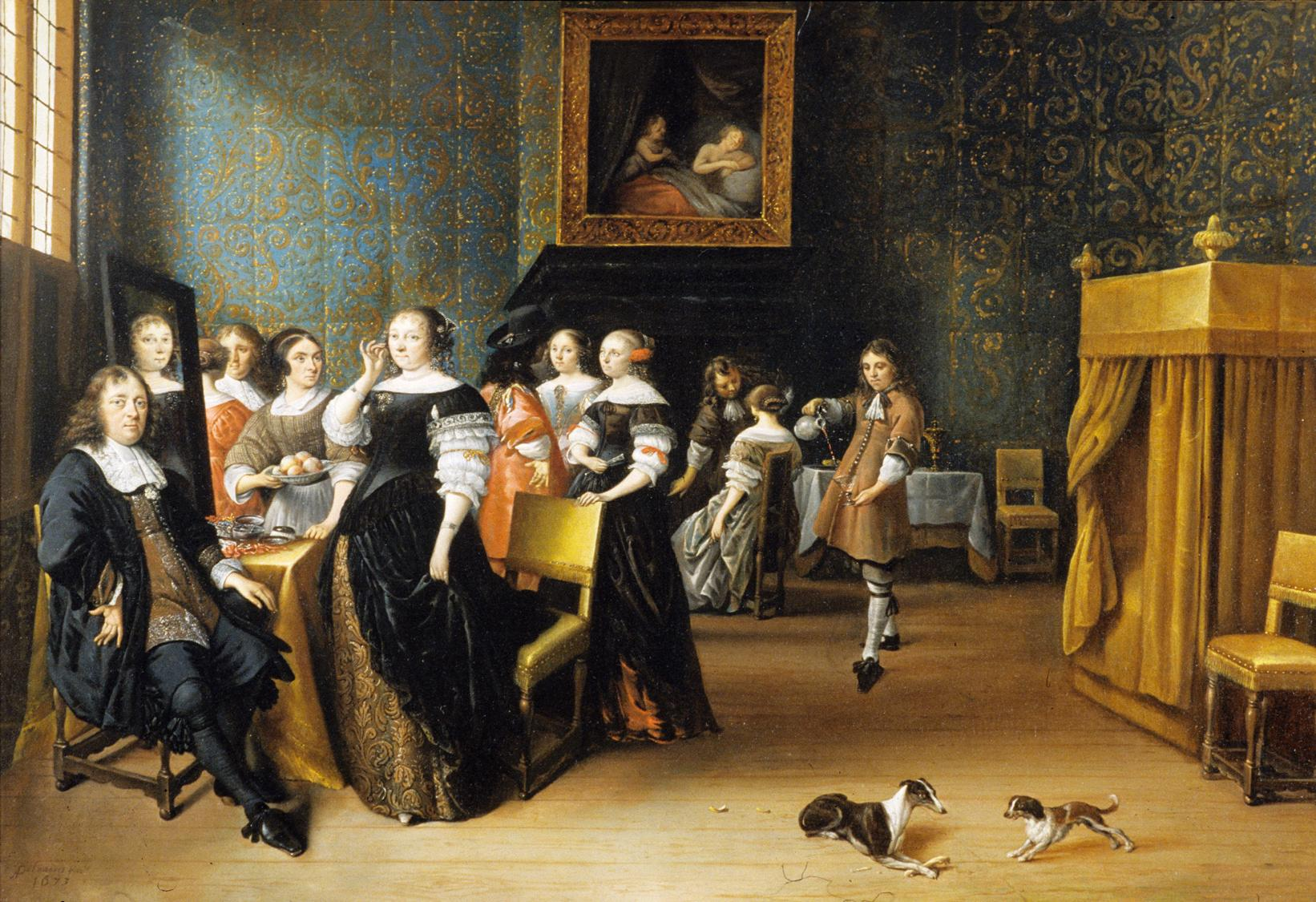
Anthonie Palamedesz, Wesele

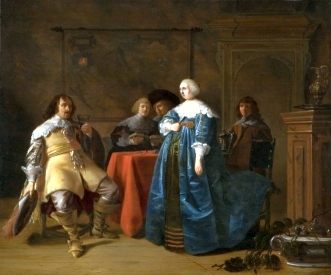
Anthonie Palamedesz, Wykwintne towarzystwo we wnętrzu, Muzeum Narodowe we Wrocławiu

Anthonie Palamedesz. (ochrz. 9 listopada 1602 w Leith w Szkocji, poch. 27 listopada 1673 w Amsterdamie) – holenderski malarz barokowy.

## Życiorys
Sztuki malarskiej uczył się prawdopodobnie od Michiela van Mierevelta. W latach 1621–1670 mieszkał w Delfcie. W 1636 został mistrzem tamtejszej gildii św. Łukasza.
Po przeprowadzce do Haarlemu zetknął się z Fransem Halsem, którego twórczość wywarła duży wpływ na jego dalszą działalność artystyczną.
Malował przede wszystkim sceny rodzajowe (np. Scena zabawy przy muzyce, 1635–1640), głównie z życia żołnierzy, a także liczne portrety. Jego malarstwo ewoluowało od form monochromatycznych do coraz bogatszej palety barw.

## Wybrane prace
- Wesoła kompania, Amsterdam,
- Wykwintne towarzystwo we wnętrzu, Muzeum Narodowe we Wrocławiu,
- Koncert, Bruksela,
- Portret mężczyzny, Muzeum Narodowe w Warszawie.